# Frans Masereel
Frans Masereel (ur. 30 lipca 1889 roku w Blankenberge, Belgia, zm. 3 stycznia 1972 w Awinionie, Francja) – belgijski malarz i grafik.
Urodził się w nadmorskim kurorcie Blankenberge. Uczył się w Akademii Sztuk Pięknych w Gandawie, którą ukończył z wyróżnieniem i opinią jednego z najbardziej utalentowanych uczniów. W młodości podróżował w poszukiwaniu inspiracji do Anglii, Francji i Tunezji. Okres Wielkiej Wojny spędził schroniwszy się w neutralnej Szwajcarii.

Za początek jego twórczości można uznać rok 1917, kiedy wraz z braćmi Cantré i Henrim Van Straete tworzył serię prac o wymowie pacyfistycznej. W latach 1919–1923 tworzył ilustracje do licznych książek i dzienników. Przez całe życie był zagorzałym pacyfistą. Stało się to przyczyną dla której musiał emigrować z kraju. W 1921 wyjechał z Belgii do której powrócił po wojnie, by tworzyć w Paryżu. W 1949 przeniósł się zaś do Nicei. Zmarł 3 stycznia 1972 we francuskim Awinionie. Jego szczątki spoczywają na cmentarzu Campo Santo w Sint-Amandsberg.
Masereel jest znany przede wszystkim jako artysta, który przywrócił dawny blask technice drzeworytu. Był współzałożycielem i pierwszym przewodniczącym Międzynarodowego Stowarzyszenia Drzeworytników XYLON. Jego imieniem nazwano Centrum Sztuk Graficznych w Kasterlee.
Najczęstszymi motywami jego grafik były sceny z życia miasta oraz cykl 25 drzeworytów przedstawiających ludzkie pasje i namiętności.